# Clément Noël
Clément Noël (Remiremont, 3 mei 1997) is een Franse alpineskiër. Hij vertegenwoordigde zijn vaderland op de Olympische Winterspelen 2018 in Pyeongchang.

## Carrière
Noël maakte zijn wereldbekerdebuut in november 2016 op Levi. In december 2017 scoorde hij in Val d'Isère zijn eerste wereldbekerpunten. In januari 2018 behaalde hij in Kitzbühel zijn eerste toptienklassering in een wereldbekerwedstrijd. Tijdens de Olympische Winterspelen van 2018 in Pyeongchang eindigde Noël als vierde op de slalom, samen met Adeline Baud Mugnier, Nastasia Noens, Tessa Worley, Julien Lizeroux en Alexis Pinturault eindigde hij als vierde in de landenwedstrijd.
Op 13 januari 2019 stond hij in Adelboden voor de eerste maal in zijn carrière op het podium van een wereldbekerwedstrijd. Een week later, op 20 januari 2019, boekte hij in Wengen zijn eerste wereldbekerzege.

## Resultaten

### Olympische Spelen
| Jaar | Plaats      | Resultaten                   |
| ---- | ----------- | ---------------------------- |
| 2018 | Pyeongchang | 4e Slalom 4e Landenwedstrijd |
| 2022 | Peking      | Slalom                       |

### Wereldkampioenschappen
| Jaar | Plaats             | Resultaten                      |
| ---- | ------------------ | ------------------------------- |
| 2019 | Åre                | 7e Slalom 5e Landenwedstrijd    |
| 2021 | Cortina d'Ampezzo  | 21e Slalom                      |
| 2023 | Courchevel-Méribel | 4e Slalom                       |
| 2025 | Saalbach           | DNF2 Slalom DNF2 Teamcombinatie |

### Wereldbeker
Eindklasseringen
| Seizoen   | Algm | SL     | RS  |
| --------- | ---- | ------ | --- |
| 2017/2018 | 44e  | 18e    | -   |
| 2018/2019 | 11e  | Zilver | -   |
| 2019/2020 | 12e  | Zilver | -   |
| 2020/2021 | 12e  | Zilver | 60e |
| 2021/2022 | 31e  | 9e     | -   |
| 2022/2023 | 28e  | 8e     | -   |
| 2023/2024 | 16e  | 5e     | -   |
| 2024/2025 | 8e   | 4e     | -   |

Wereldbekerzeges
| Datum            | Plaats        | Onderdeel |
| ---------------- | ------------- | --------- |
| 20 januari 2019  | Wengen        | Slalom    |
| 26 januari 2019  | Kitzbühel     | Slalom    |
| 17 maart 2019    | Soldeu        | Slalom    |
| 5 januari 2020   | Zagreb        | Slalom    |
| 19 januari 2020  | Wengen        | Slalom    |
| 8 februari 2020  | Chamonix      | Slalom    |
| 30 januari 2021  | Chamonix      | Slalom    |
| 14 maart 2021    | Kranjska Gora | Slalom    |
| 12 december 2021 | Val-d'Isère   | Slalom    |
| 24 januari 2023  | Schladming    | Slalom    |
| 17 november 2024 | Levi          | Slalom    |
| 24 november 2024 | Gurgl         | Slalom    |
| 11 januari 2025  | Adelboden     | Slalom    |
| 26 januari 2025  | Kitzbühel     | Slalom    |